# Emerging Sources Citation Index
O Emerging Sources Citation Index é um índice de citação produzido desde 2015 pela Thomson Reuters e agora pela Clarivate Analytics. Segundo a editora, o índice inclui "publicações revisadas por pares de importância regional e em campos científicos emergentes".
Juntamente com o Índice de Citações Científicas, o Índice de Citações em Ciências Sociais e o Índice de Citações em Artes e Humanidades, o Índice de Citações em Fontes Emergentes está acessível na Web of Science.

## Critério de inclusão
Para serem incluídos nos periódicos do Emerging Sources Citation Index, é necessário:
- Revisão por pares
- Siga as práticas éticas de publicação
- Atender aos requisitos técnicos
- Ter informações bibliográficas no idioma inglês
- Ser recomendado ou solicitado por um público acadêmico de usuários do Web of Science

## Controvérsias
Jeffrey Beall argumentou que, entre os bancos de dados produzidos pelo Clarivate Analytics, o Índice de Citações de Fontes Emergentes é o mais fácil de entrar e, como resultado, contém muitos periódicos predatórios.